# Jan Reichert
Jan Reichert (* 28. Juni 2001 in Schweinfurt) ist ein deutscher Fußballtorhüter, der aktuell beim Zweitligisten 1. FC Nürnberg unter Vertrag steht.

## Karriere
Reichert begann das Fußballspielen in der Jugend des FT Schweinfurt, bevor er 2017 in die Jugendabteilung des 1. FC Schweinfurt 05 wechselte. Dort spielte er zuletzt in der Saison 2019/20 mit den A-Junioren (U19) in der zweitklassigen A-Junioren-Bayernliga.
Bereits in der Saison 2018/19 saß Reichert bei einigen Spielen der ersten Mannschaft in der viertklassigen Regionalliga Bayern auf der Bank, ehe er am letzten Spieltag im Alter von 17 Jahren debütierte. In der Saison 2019/20, die aufgrund der COVID-19-Pandemie zur Spielzeit 2019–21 verlängert und letztendlich abgebrochen wurde, folgten drei Einsätze in der regulären Spielzeit. Nach dem Abbruch spielten die Schweinfurter (4. Platz) mit Viktoria Aschaffenburg (1.) und der SpVgg Bayreuth (2.) den Meister und damit den bayerischen Vertreter für die Aufstiegsspiele zur 3. Liga aus. Hier setzte sich die Mannschaft als Meister durch, wobei Reichert einmal zum Einsatz kam. Allerdings scheiterte man anschließend gegen den TSV Havelse am Drittligaaufstieg.
Zur Saison 2021/22 wechselte Reichert innerhalb der Regionalliga Bayern zur zweiten Mannschaft des 1. FC Nürnberg. In seinem ersten Jahr absolvierte er 31 Ligaspiele. Zur Saison 2022/23 erhielt Reichert einen Profivertrag und wurde im Profikader hinter Christian Mathenia und Carl Klaus zur „Nummer 3“. In der Winterpause wurde aufgrund der langfristigen Verletzung von Mathenia mit Peter Vindahl Jensen ein weiterer Torhüter verpflichtet. Reichert, der seinen Vertrag im März 2023 „langfristig“ verlängert hatte, blieb ohne Einsatz in der 2. Bundesliga und kam 28-mal in der Regionalliga Bayern zum Einsatz. Nach dem Abgang von Vindahl Jensen war Reichert in der Saison 2023/24 hinter Mathenia und Klaus erneut der dritte Torhüter. Am letzten Spieltag debütierte er bei einer 1:4-Niederlage gegen den Hamburger SV in der zweithöchsten deutschen Spielklasse. In der Regionalliga Bayern standen am Saisonende 25 Einsätze zu Buche.
In der Sommerpause durfte Reichert während der Europameisterschaft 2024 mit der deutschen Nationalmannschaft trainieren. Der Bundestrainer Julian Nagelsmann hatte zuvor mit Alexander Nübel den vierten Torhüter aus dem vorläufigen Aufgebot gestrichen, wollte im Training neben Manuel Neuer, Marc-André ter Stegen und Oliver Baumann jedoch weiterhin einen vierten Schlussmann an Bord haben. Die Wahl fiel aufgrund des kurzen Weges von Nürnberg in das „Base Camp“ der Nationalmannschaft auf dem Adidas-Gelände in Herzogenaurach auf ihn.
Zur neuen Zweitligasaison 2024/25 ernannte der neuinstallierte Club-Trainer Miroslav Klose seinen Youngster Jan Reichert zur Stammkraft zwischen den Pfosten im Ligabetrieb. 

## Titel
- Meister der Regionalliga Bayern: 2021